# Oset siny
Oset siny, oset siwy (Carduus defloratus subsp. glaucus (Baumg.) Nyman) – podgatunek Carduus defloratus. Jest to  roślina wieloletnia należąca do rodziny astrowatych. Występuje w górach południowej i środkowej Europy, w Polsce w Tatrach i Pieninach i jest tam rośliną średnio pospolitą. Przez Polskę przebiega północna granica jego zasięgu. Status gatunku we florze Polski: gatunek rodzimy.

## Morfologia

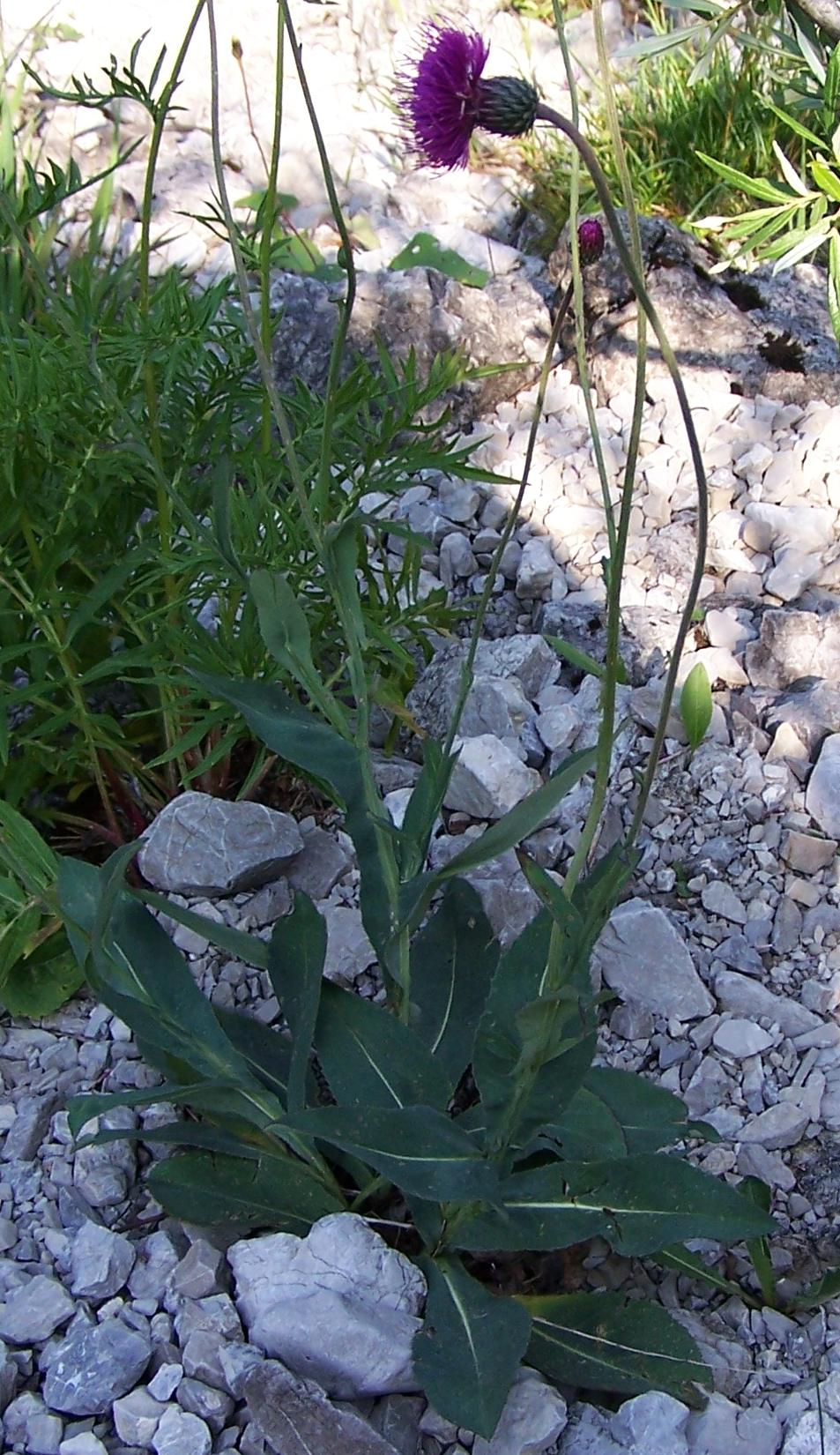
Pokrój

ŁodygaWzniesiona, prosta, pojedyncza, lub posiadająca kilka wydłużonych gałązek. Oskrzydlona jest tylko dołem, na ⅓ wysokości. Jest prawie bezlistna.
LiścieUlistnienie skrętoległe. Liście wąskojajowate lub odwrotnie jajowatolancetowate, o zaostrzonych końcach, Są całkiem nagie, brzegi mają podwójnie ząbkowane z cienkimi ostkami. Ostki na pierwszorzędowych ząbkach mają długość do 5 mm, na drugorzędnych ząbkach są mniejsze. Liście mają siny kolor, od tego właśnie pochodzi gatunkowa nazwa rośliny. Dolne liście duże, wyższe wybitnie mniejsze.
KwiatyZebrane w koszyczek na szczycie pędów kwiatowych. Młode koszyczki zwisają, potem pęd wyprostowuje się. Mająca 15–22 mm długości okrywa koszyczków zbudowana jest z nieodgiętych łusek. Środkowe łuski okrywy o zaokrąglonych wierzchołkach nagle zbiegają w krótki, ostry koniec. Łuski te mają długość 4–6 razy większą od szerokości. Wszystkie kwiaty rurkowe, brzeżne podobne do środkowych. Korona o czerwonofioletowym kolorze. Kielich w postaci puchu kielichowego złożonego z pojedynczych włosków o długości 10–12 mm.
OwocNiełupka o długości 3,5–5 mm z puchem kielichowym.
KorzeńWrzecionowato zgrubiały.

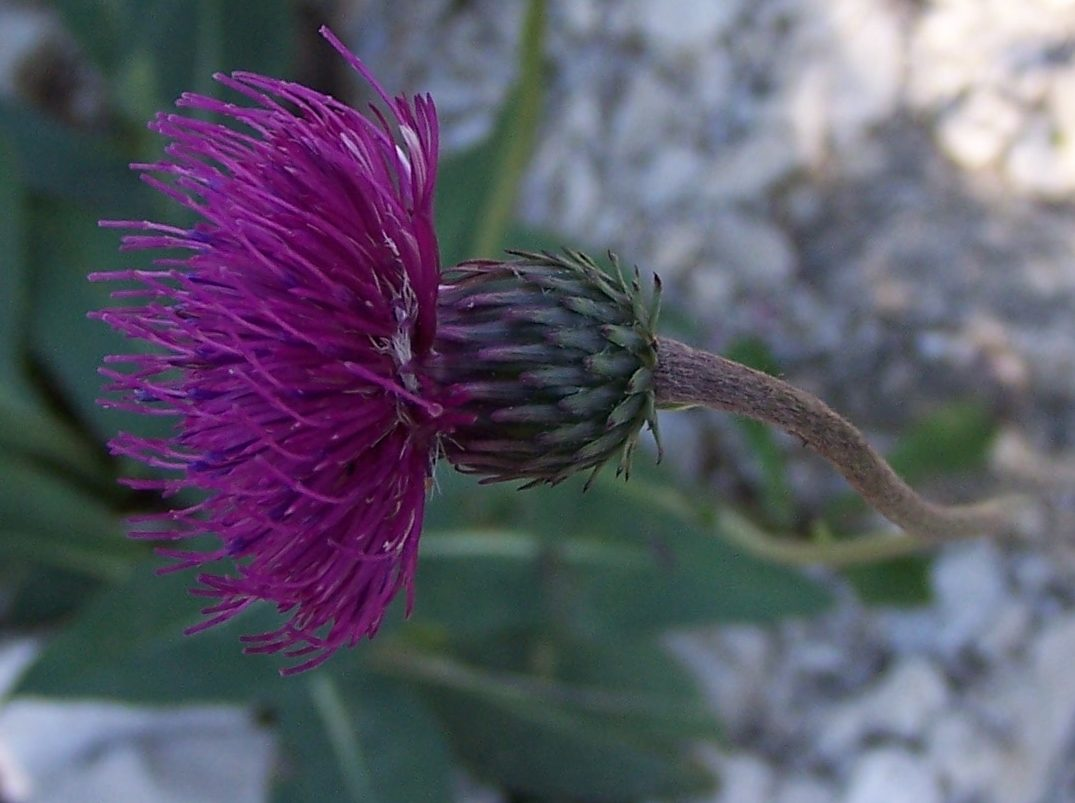
Kwiatostan
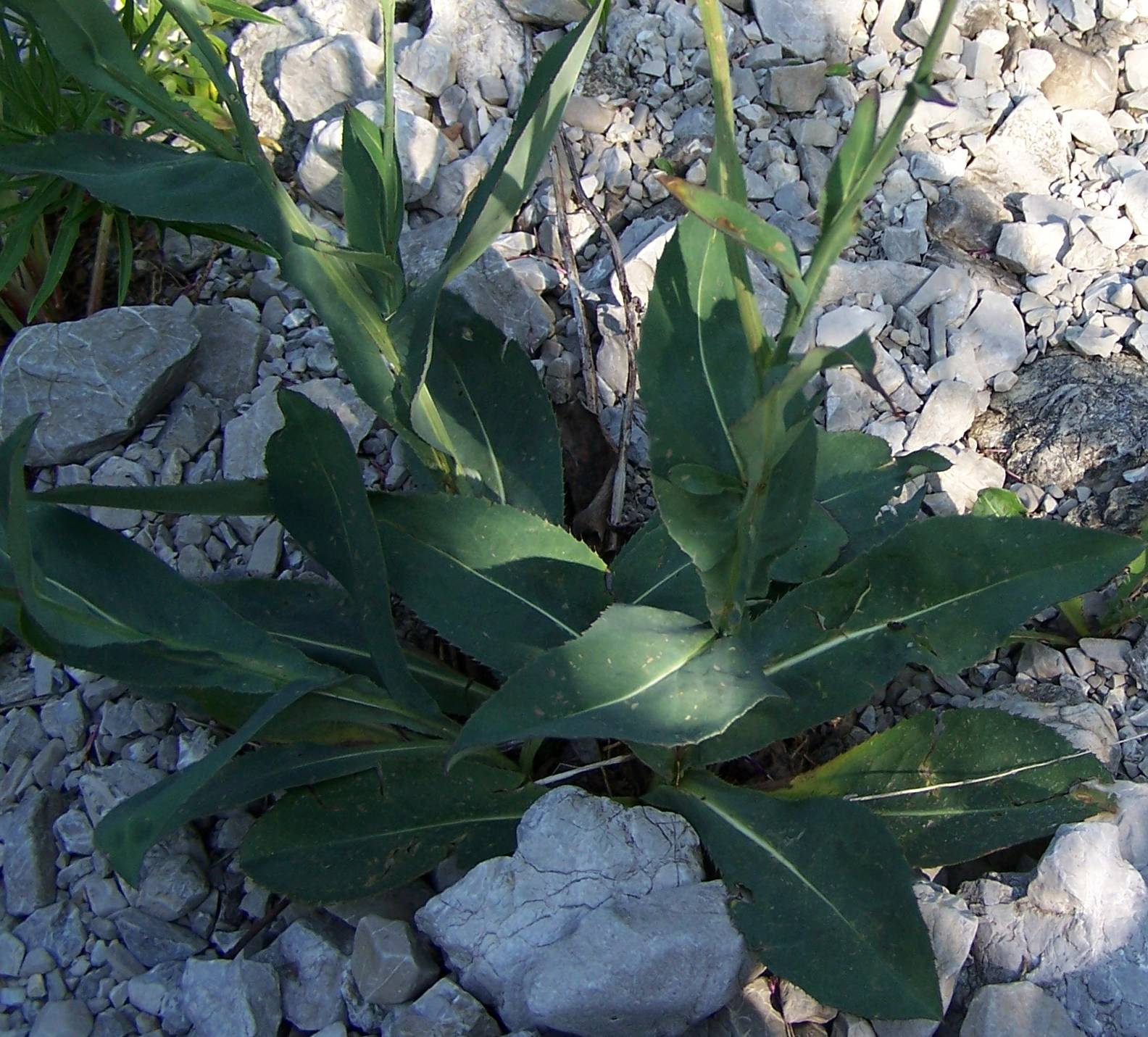
Liście

## Biologia i ekologia
Bylina, hemikryptofit. Kwitnie od lipca do września, roślina owadopylna i wiatrosiewna. Rośnie w górach, na skalistych zboczach, suchych korytach potoków, wśród wilgotnych skał, przy ścieżkach, wyłącznie na wapieniu. Roślina wapieniolubna. Gatunek charakterystyczny dla Ass. Carici sempervirentis-Festucetum.
Tworzy mieszańce z ostem nastroszonym.